# El Mirage, Arizona
El Mirage är en stad (city) i Maricopa County, i delstaten Arizona, USA. Enligt United States Census Bureau har staden en folkmängd på 32 332 invånare (2011) och en landarea på 26 km².